# Saša Nikodijević
Saša Nikodijević (Kirin Serbia: Саша Никодијевић; sinh 16 tháng 7 năm 1987) là một hậu vệ bóng đá Serbia thi đấu cho FK Krupa ở Giải bóng đá ngoại hạng Bosnia và Herzegovina. Anh là anh trai của Slađan Nikodijević.